# Poiana Căprioarei
Poiana Căprioarei, zonă de agrement, situată lângă localitatea Chițoc, la 15 km de Vaslui.
Situată într-o zonă împădurită, în apropierea unui mic lac, o zonă construită din căsuțe de lemn, cu dotări. Aici se desfășoară tabere de odihnă și agrement pentru copii în fiecare an, ca și tabere tematice:
- Tabara de istorie "Podul Înalt"
- Tabara de spiritualitate și creștinism în spaâțiul românesc
- Tabara de umor "Constantin Tănase"
- Tabăra de seismologie Vaslui